# Hassan Rōshan
Hassan Rōshan (també escrit Rowshan) (حسن روشن, Teheran, 24 d'octubre de 1955) és un futbolista iranià retirat i entrenador de futbol.
Pel que fa a clubs, jugà tota la seva carrera a dos equips, el Taj (més tard anomenat Esteghlal) i l'Al Ahli de Dubai. Amb la selecció de l'Iran disputà la Copa del Món de l'Argentina 1978. També participà en els Jocs Olímpics de 1976.
Rowshan fou més tard entrenador. Dirigí la selecció de l'Iran sots 20 el 2005.